# Изгар (Караш-Северин)
Изгар (рум. Izgar) насеље је у Румунији у округу Караш-Северин у општини Вермеш. Oпштина се налази на надморској висини од 132 m.

## Прошлост
аустријски царски ревизор Ерлер је 1774. године констатовао да место припада Тамишком округу, Чаковачког дистрикта. Становништво је било претежно влашко.
Када је 1797. године пописан православни клир у месту су била два свештеника. Пароси, поп Траил Ђурковић (рукоп. 1767) и поп Михаил Марковић (1785) служе се само румунским језиком.

## Становништво
Према подацима из 2002. године у насељу је живело 355 становника.

### Попис2002.
| Расподела становништва по националности 2002.‍ | Расподела становништва по националности 2002.‍ | Расподела становништва по националности 2002.‍ | Расподела становништва по националности 2002.‍ | Расподела становништва по националности 2002.‍ |
| --------------------------------------------- | --------------------------------------------- | --------------------------------------------- | --------------------------------------------- | --------------------------------------------- |
|                                               |                                               |                                               |                                               |                                               |
| Румуни                                        | Румуни                                        |                                               | 349                                           | 98,3%                                         |
| Мађари                                        | Мађари                                        |                                               | 6                                             | 1,7%                                          |